# 6335 Nicolerappaport
6335 Nicolerappaport este un asteroid din centura principală, descoperit pe 5 iulie 1992, de Eleanor Helin și Jeff Alu.